# 2010 KZ39
2010 KZ39 とは、分離天体もしくはキュビワノ族に属する太陽系外縁天体の1つ。

## 軌道の性質
2010 KZ39 の公転軌道は、軌道長半径は45.0AUであるが、軌道離心率は0.06しかない極めて円に近い軌道である。一方で、軌道傾斜角は26.12度と傾いている。およそ303年かけて公転しているが、近日点通過時刻は前回、次回ともに非常に大雑把にしかわかっていない。キュビワノ族に分類している資料もあるが、その大きな軌道傾斜角の値から分離天体という分類に分けている資料もある。いずれにしても、海王星と軌道共鳴はしていないと考えられている。

## 物理的性質
2010 KZ39 の絶対等級の値は4.0であり、これは小惑星番号が与えられていない小惑星の中では 2010 EK139 の3.8に次いで大きな値である。アルベドを0.09と仮定すると、直径は697kmという巨大な天体となる。これは、自身の質量によって静水圧平衡形状になっている可能性があり、準惑星の基準を満たす可能性がある。この事により、2010 KZ39 は準惑星の候補天体に挙げられている。分離天体に分類されると考えられている中では、セドナに次いで2番目に絶対等級の値が大きい。また、同じアルベドの条件下で、表面温度は-231℃から-234℃の間になると考えられている。平均密度を冥王星型天体に適用される2.0g/cm3と仮定すると、質量は3.55×1020kgとなる。